# 核 (曲)
「核」（かく）は、日本のシンガーソングライターである尾崎豊の楽曲。英題は「CORE」（コア）。
1987年10月1日にマザーアンドチルドレンから6枚目のシングルとして、また尾崎としては3枚目の12インチシングルでのリリースとなった。作詞・作曲は尾崎が行い、プロデュースは吉野金次および樫原伸彦が担当している。CBSソニーからの移籍第一弾の作品として、前作「DRIVING ALL NIGHT」（1985年）よりおよそ2年ぶりのリリースとなり、4枚目のアルバム『街路樹』（1988年）からの先行シングルとなった。
反核イベント「アトミック・カフェ・フェスティバル'84」に参加するために制作された楽曲「反核」が原型であり、街からの疎外感を表現した重苦しい歌詞と暴力的なサウンドや絶叫に近いボーカルなどが特徴となっている。後にリリースされたアルバム『街路樹』の収録バージョンは、全てが再録音されボーカルやアレンジが変更されている。
本作はオリコンシングルチャートにおいて最高位第2位を獲得、ライブにおいては1987年のコンサートツアーと1988年の東京ドーム公演のみで演奏された。

## 背景
3枚目のアルバム『壊れた扉から』（1985年）をリリース後、10代最後のコンサートツアー「LAST TEENAGE APPEARANCE TOUR」が1986年1月1日の福岡国際センターで終了し、20歳となった尾崎は無期限活動休止宣言の後1986年5月に渡米、翌1987年1月に帰国した。その後2月10日にそれまで在籍したCBSソニーを離れ、所属事務所「マザーエンタープライズ」が設立した新レコード会社「マザーアンドチルドレン」へ移籍。前作までの3作は、ソニー専属のプロデューサーである須藤晃によって制作されていたが、レコード会社の移籍に伴い須藤とは離れて制作する事となった。しかし尾崎は須藤と離れてしまうと良い作品が制作できなくなるとの思いから移籍に対しては懸念を抱いていた。
尾崎はアルバムのレコーディングに行きづまり、父親と共に須藤の元を尋ねており、「須藤さんとはもう一緒に仕事ができないのだから、会うとかえってつらくなるし、今までがまんしてたんです」述べた他、「レコーディングがどうしても、うまくいかない」と打ち明ける事となった。他アーティストのレコーディング中であった須藤はその場で尾崎が持参した「街路樹」が収録されたデモテープを聴き、「すごくいいな」と尾崎に感想を述べた。そのデモテープには歌詞のついていない曲だけが10曲ほど収録されており、適切なアドバイスが送れなかった須藤に対して尾崎は再び須藤との共同作業が可能とならないかと懇願して去っていった。
その後、アルバムが未完成のままコンサートツアー「TREES LINING A STREET」を7月より開始する流れとなった。通常コンサートツアーには半年前から準備が必要であるが、スタッフは半年後にはアルバムが完成すると思っていたため、ツアー準備の合間を縫う形でレコーディングは続けられたが、完成には至らなかった。本来は1987年4月リリースを予定していた新作アルバムのリリース予定は7月に延期され、さらに9月になってもリリースされなかった。結果としてアルバムのリリースがないまま尾崎のコンサートツアーが開始される事態となった。しかし、9月24日の豊橋勤労福祉会館での公演中に倒れ、立っていることもままならない状況となりライブは中断、28日の新潟県民会館での公演前に再び倒れ、以降ツアーは残り半分以上を残したまま中止が決定される。体調不良の原因は極度の肉体疲労であり間接的には酒、睡眠薬などの多量摂取だと言われていたが、実際には覚醒剤使用による腹痛と悪寒、眩暈が原因であり表向きには肝臓障害と発表された。このような顛末となった原因は曲が作れない事と、所属事務所は自分を金儲けの道具としか見ていないとの思いによる人間不信から来るものであった。

## 録音
レコーディングは1987年にスタジオテイクワン、セディックスタジオ、スタジオスカイにて行われた。プロデューサーは吉野金次と樫原伸彦が担当。本作は尾崎のデビュー当時に完成形に近い内容の歌詞がノートに記されていた。その後1984年8月4日に開催された日比谷野外大音楽堂での反核を訴えるイベント「アトミック・カフェ・フェスティバル'84」において演奏された「反核」という曲の歌詞をアレンジしたものであり、完全なる新作ではなかった。同年のコンサートツアー「FIRST LIVE CONCERT TOUR」においても演奏されており、3年を経て正式にレコーディングされる事となった。尾崎は後に「アトミック・カフェ」について、反核のイベントであるにも拘わらず「反核」が主題にならないままお祭り騒ぎをするだけのイベントであったと批判している。
後にアルバム『街路樹』に収録されているが、基礎的なアレンジは共通しているものの、歌唱方法やアウトロのアレンジが変更されており、完全な別バージョンとなっている。本作のレコーディングでは装飾性が排除されており、書籍『地球音楽ライブラリー 尾崎豊』においてライターの落合昇平は、ギターやハーモニカ、ボーカルに至るまで「まるで雨に打たれているかのように灰色に塗りこめられている」と述べている。尾崎は録り直しを切望したが、スタッフから拒否されたことを後の自著で明かしている。

## 音楽性と歌詞
音楽誌『PATi・PATi』1987年11月号にてインタビュアーは、それまでの尾崎の曲は歌詞の内容が暗澹たるものでも比較的聴きやすい曲調であったのに対し、本作はボーカルの荒々しさやアコースティック・ギターやピアノの音も優しくなく曲全体が暗澹たる構成になっていると指摘、それに対し尾崎は「ヘヴィーである事を受け入れられる心の余裕みたいなもの」や不安感や怯えのような事を最初に歌いたかったと述べている。また歌詞中の「愛してる」という箇所について尾崎は、1人の人間に対して伝える時の自身の「愛してる」という言葉は、本作の曲調のようにヘヴィーなものであるとも述べ、自身の中に「愛してる」という言葉が在り続けた事が本作制作の要因となったとも述べている。またB面曲である「街角の風の中」についてサウンド的に本作と対極にあると指摘された尾崎は、本作も「街角の風の中」も歌詞を並べてみれば「きっとそのふたつは対して違うことにはならないと思う」と述べている。
尾崎がデビュー当時から本作を演奏してきた理由は、「個人の愛」こそが世界を包める唯一のものであり、イデオロギーとしての平和や愛だけでは足りないという認識を確認するためであったという。そのために初披露から3年経た時点でのリリースを決定したのではないかと推測されている。書籍『盗んだバイクと壊れたガラス 尾崎豊の歌詞論』にて著者の見崎鉄は、本作リリース後に尾崎が覚醒剤取締法違反によって逮捕された事から、本作では覚醒剤による幻覚症状のような歪みや不安感を感じさせる内容になっていると指摘している。見崎は本作において街からの疎外感がそれまで以上に強い言葉で描かれていると指摘した他、終盤に唐突に「反戦」「反核」という言葉が登場する事に関して二つの要素があると述べ、一つは「反戦」や「反核」といった大きな問題の前に人々は日常生活を成立させなければならないという事、もう一つは歌詞中の人物が怯えている対象が不明瞭であり、それこそが核戦争による死の恐怖によるものであると思わせる仕掛けとなっていると解釈している。

## リリース、ミュージック・ビデオ、チャート成績
1987年10月1日にマザーアンドチルドレンから12インチレコード、CD、カセットテープの3形態でリリースされた。CDは当時としては珍しい12センチマキシシングルであった。本作はミュージック・ビデオが制作されており、監督は佐藤輝が担当した。内容は、ニューヨークの街並と現地の尾崎の足取りを追った映像が使用されている。本作はオリコンシングルチャートにおいて最高位第2位となり、登場週数は10回で売り上げ枚数は18.8万枚となった。1990年の再リリース盤は最高位第47位の登場週数5回で、売り上げ枚数は2.2万枚となった。
B面曲「街角の風の中」はアルバム未収録だったが、2007年発売の生産限定CD-BOX『71/71』に、同じくこれまでアルバム未収録であったシングル「太陽の破片」と共に『街路樹+2』に収録。また翌2008年には『WEDNESDAY 〜LOVE SONG BEST OF YUTAKA OZAKI』、さらに2009年に『街路樹(2枚組スペシャルエディション)』に、上述の「核(CORE)」のシングルバージョンと共に収録。シングルバージョンが収められたパッケージは後に廃盤となり、長期入手困難状態が続いたが、カップリング曲「街角の風の中」と共に、『街路樹（2枚組スペシャルエディション）』に収録され入手可能となる。しかし「核（CORE）」シングルバージョンは、オリジナル盤よりも数秒、フェイドアウトが早い。

## 批評
本作の歌詞に関して、批評家達からは否定的な意見が挙げられている。ノンフィクション作家である吉岡忍は著書『放熱の行方』において、本作を「いい内容になりそこなった歌」という評価を下し、尾崎がデビュー当初から歌っていた社会との不調和を題材とした事は問題はないと述べたが、不調和を感じる対象となる社会の情景が本作からは伝わってこない事を指摘し、本作における社会のイメージが散漫であり「イメージの喚起力のないものに感じられる」として否定的に評価した。また吉岡は本作が「いいところを目指してはいた」と述べたものの、尾崎が冒険できなかった結果ためらいと怯えだけが伝わってくる不安定な曲となっている事や、イントロにおける囁くような声が絶叫のようなスタイルへと変貌しそのまま終盤まで続いてしまう事、転調に必然性が感じられない事、以前の作品と比較して声量が落ちている事などを指摘した。
ライターである見崎鉄は著書『盗んだバイクと壊れたガラス 尾崎豊の歌詞論』において、本作で表現される街の疎外感に加えて「反核」という異なるテーマのものが合わせてある事に関して「サスペンスな感じがあって、悪くない」と述べ、本作の歌い出しの歌詞についても好意的に評価、さらに「実存的な問題を社会へとふっとつなげてしまうのもいい」と述べたが終盤が「抱きしめて 愛してる」のリフレインのみである事は安易であると述べ、「反戦」「反核」に繋がる大きな問題であり異質な言葉に繋がる表現があるべきであったとして否定的に評価した。

## ライブ・パフォーマンス
本作の原型となる「反核」は1984年の「6大都市ライブハウス・ツアー」にて9曲目に初演奏され、その後「FIRST LIVE CONCERT TOUR」にて10曲目に演奏されたが、1985年以降のコンサートツアーではセットリストから外されている。その後完成版の「核」として1987年の「TREES LINING A STREET TOUR」にて久しぶりに演奏され、1988年9月12日に東京ドームで開催された「LIVE CORE」においても演奏された。
しかしその後のツアーとなる「TOUR 1991 BIRTH」では演奏されていない。1987年の年末にはテレビ東京の番組において広島平和コンサート「ALIVE HIROSHIMA '87」で演奏された「核」のライブ映像が放送された。

## シングル収録曲
- CD付属の歌詞カードに記載されたクレジットを参照[28]。

| #         | タイトル                        | 作詞・作曲 | 編曲      | 時間  |
| --------- | ------------------------------- | ---------- | --------- | ----- |
| 1.        | 「核」(CORE)                    | 尾崎豊     | 樫原伸彦  | 9:24  |
| 2.        | 「街角の風の中」(TWILIGHT WIND) | 尾崎豊     | 樫原伸彦  | 3:46  |
| 合計時間: | 合計時間:                       | 合計時間:  | 合計時間: | 13:10 |

## スタッフ・クレジット
- CD付属の歌詞カードに記載されたクレジットを参照[28]。

### 参加ミュージシャン
「核」
- 長谷部徹 – ドラムス
- 有賀啓雄 – ベース
- 菅原裕紀 – パーカッション
- 西尾純之介 – パーカッション
- 江口正祥 – エレクトリックギター
- 高村周作 – エレクトリックギター
- 岡崎倫典 – アコースティック・ギター
- 樫原伸彦 – ピアノ、シンセサイザー
- 平野孝幸 – オルガン
- 八木伸生 – ブルース・ハープ
- 永井秀彦 – シンセサイザー・オペレーター

「街角の風の中」
- 長谷部徹 – ドラムス
- 有賀啓雄 – ベース
- 西尾純之介 – パーカッション
- 江口正祥 – エレクトリックギター
- 尾崎豊 – アコースティック・ギター
- 樫原伸彦 – ピアノ、シンセサイザー
- 永井秀彦 – シンセサイザー・オペレーター

### 録音スタッフ
- 吉野金次 – プロデューサー
- 樫原伸彦 – コ・プロデューサー
- 空田満（マザーエンタープライズ） – ディレクター
- うえたけ "DOKABEN" としゆき(LEGATO MUSIC) – ディレクター
- 坂元達也 – レコーディング、ミックス・エンジニア

### その他スタッフ
- 田島照久 – デザイン、アート・ディレクション、写真撮影
- 佐々木健彦 – アーティスト・マネージマント
- 福田信 – エグゼクティブ・プロデューサー

## リリース日一覧
| No. | リリース日     | レーベル                       | 規格       | カタログ番号 | 最高順位 | 備考 | 出典                 |
| --- | -------------- | ------------------------------ | ---------- | ------------ | -------- | ---- | -------------------- |
| 1   | 1987年10月1日  | マザーアンドチルドレン         | 12インチEP | MCR-502      | 2位      |      | [ 13 ]               |
| 2   | 1987年10月1日  | マザーアンドチルドレン         | CT         | MCT-502      | 2位      |      |                      |
| 3   | 1987年10月1日  | マザーアンドチルドレン         | 12センチCD | MCD-502      | 2位      |      |                      |
| 4   | 1990年11月28日 | MMG INC.                       | 12センチCD | AMCX-4089    | 47位     |      | [ 29 ] [ 30 ] [ 31 ] |
| 5   | 2021年4月21日  | ワーナーミュージック・ジャパン | AAC-LC     | -            | -        |      | [ 32 ]               |

## 収録アルバム
スタジオ音源
- 「核」
  - 『街路樹』（1988年） - アルバム・バージョンとして収録。
- 「街角の風の中」
  - 『WEDNESDAY 〜LOVE SONG BEST OF YUTAKA OZAKI』（2008年）